# 前479年
| 千纪： | 前1千纪 |
| 世纪： | 前6世纪 \| 前5世纪 \| 前4世纪 |
| 年代： | 前500年代 \| 前490年代 \| 前480年代 \| 前470年代 \| 前460年代 \| 前450年代 \| 前440年代 |
| 年份： | 前484年 \| 前483年 \| 前482年 \| 前481年 \| 前480年 \| 前479年 \| 前478年 \| 前477年 \| 前476年 \| 前475年 \| 前474年                                                                                    |
| 纪年： | 周敬王四十一年 魯哀公十六年 齐平公二年 晉定公三十三年 秦悼公十二年 楚惠王十年 宋景公三十八年 卫庄公二年 陳湣公二十三年 蔡成侯十二年 郑声公二十二年 燕孝公十四年 吴王夫差十七年 越王勾践十八年 杞湣公八年 |

## 大事记
- 古希臘在普拉提亞戰役對薛西斯一世帶領的波斯帝國取得決定性勝利，波斯帝國統帥馬鐸尼斯陣亡，波斯帝國失去對阿提卡和維奧蒂亞的控制，從此逐漸走向衰落。
- 楚國白公之亂，太子建之子白公勝攻入郢都劫持楚惠王，後被葉公高打敗，自縊而死。

## 逝世
- 孔子，儒家学派的创始人（前551年出生）。
- 白公勝，春秋末期楚國大夫，太子建之子，楚平王的孫子。
- 馬鐸尼斯，希波戰爭時期的波斯指揮官之一，大流士一世的女婿。